# 浴火鳳凰 (1990年電視劇)
《浴火鳳凰》是1990年中國電視公司（中視）八點檔連續劇，映畫傳播製作。

## 歷史
《浴火鳳凰》首播期間為1990年7月18日至9月11日，共40集、每集60分鐘，中視官方英文譯名「Fire Phoenix」。1992年7～9月中視無線台每週一至週五13:30～14:30，2007年12月24日至2008年3月7日中視綜藝台每週一至週五12:00～13:00，重播該劇。
1990年7月26日，《浴火鳳凰》連續一星期收視率奪魁，中視總經理朱宗軻親臨《浴火鳳凰》攝影棚切蛋糕祝賀，並為製作單位與演員打氣；《浴火鳳凰》是朱宗軻接任中視總經理之後的第一部八點檔連續劇，能創下收視率佳績，令他感到欣慰。
2009年9月28日至10月15日，中視與台灣《新浪網》以兩個星期合辦中視40週年台慶網路投票活動「中視40周年經典戲劇票選」，只取得票數第一名的戲劇節目來重播。該劇以超過16萬票的得票數獲得第一名；依據票選結果，2009年11月2日起，中視無線台安排在每週一至週四16:00～17:00與每週一至週四02:00～03:00重播該劇。2009年12月7日起改在每週一至週四03:00～04:00繼續播出，播至2010年1月12日結束。2009年11月6日至12月31日，中視綜藝台安排在每週一至週五21:00～22:00重播該劇。

## 劇情綱要

嘟嘟玩偶

天魔族和拜鳥族之間戰火連年。雙頭魔怪「天魔」乘虛而入，操縱天魔族進攻拜鳥族，使得拜鳥族死傷慘重。神人「幻波公子」喚醒沉睡幻波池裡的千年神獸「嘟嘟」前往保護鳳凰神女，但嘟嘟陰錯陽差地掉入俠盜「鍾豪」的強盜窩被俘。另外，即將臨盆而無力抵禦的鳳凰神女「梅姬」於戰亂中緊急產卵後，便打破「僅能於月圓之夜蛻化為鳳凰」的禁忌，而強行化為火鳳凰，與天魔決一死戰。火鳳凰燃盡生命擊退天魔，使其負傷困進魔繭之中；天魔為破繭而出，必須吸取鳳凰血，因此鳳凰神女的後代「梅吟霜」便成目標。
此外，鳳凰神女之女「梅吟霜」由拜鳥族長老協助逃走，途中遭天魔族襲擊，拜鳥族長老之義子鳥人「阿鴻」即時出面解救。而長老將鳳凰女託付給其義子阿鴻後便逝世。不料阿鴻受到天魔族女祭師「蛇魔女」控制，雖有拜鳥族長老神聖信物的保護下得以稍微恢復理智，為不想誤傷鳳凰女而逃離，而鳳凰女追尋阿鴻而意外掉入強盜窩。
而後經幻波公子的指示，不老族先知們督導梅吟霜勤練“火鳥神功”與“鳳凰之舞”，並且找尋擁有梅姬遺物的三位金羽毛勇士的下落。最終，鳳凰女與金羽毛勇士們的火鳥神功合擊，以及神獸嘟嘟的協助，終於擊斃天魔；而浴火鳳凰梅吟霜歷經劫難，終於修成人形，與金羽毛勇士鍾豪有情人終成眷屬。

## 演員列表
| 演员                         | 角色     | 配音        | 简介 |
| 潘迎紫                       | 梅吟霜   | 李娟        | 梅姬之女－鳳凰女「梅吟霜」（梅吟霜之名為片頭演員表所示，但劇中未曾使用，僅以「血鳳凰」稱之，變身後稱「火鳳凰」）。 |
| 潘迎紫                       | 梅姬     | 李娟        | 鳳凰神女。 |
| 苗僑偉                       | 鍾豪     | 孫德成      | 俠盜，金羽毛勇士之一，是一名孤兒，真實身分是拜鳥族後裔，後被雙頭魔怪「天魔」利用軀體。                             |
| 顧冠忠                       | 巴龍星   | 李勇        | 天魔族少城主，金羽毛勇士之一。                                                                                     |
| 蕭薔                         | 巴紅英   | 孫若瑜      | 天魔族公主，為巴龍星之妹，金羽毛勇士之一，後期誤入魔道化身為毒蠍子。                                               |
| 戈偉如                       | 蛇魔女   | 李映淑      | 天魔族女祭師，後期一度化名「小奴」，愛慕巴龍星。                                                                   |
| 況明潔                       | 小鈴噹   | 陳惠卿      | 鍾豪強盜窩成員之一。                                                                                               |
| 屈中恆                       | 土豆     | 石班瑜      | 鍾豪強盜窩成員之一。                                                                                               |
| 龍天翔                       | 阿鴻     | 沈光平      | 鳥人，拜鳥族長老之義子。                                                                                           |
| 李承泰                       | 幻波公子 | 石班瑜      | 神人，口頭禪是：「莫急，莫慌，莫害怕。」                                                                           |
| 夏振皓                       | 不老翁   | 孫若瑜      | 不老族先知之一。                                                                                                   |
| 游肯德                       | 不老先知 | 陳惠卿      | 不老族先知之一。                                                                                                   |
| 蘇秉姿                       | 不老婆   | 許淑嬪      | 不老族先知之一。                                                                                                   |
| 邵華中（當時該劇燈光師之子） | 嘟嘟     | 許淑嬪      | 幻波公子隨身神獸，絕招為施放「彩色屁」。外形與天線寶寶相似，特色是常發出「嗶波」聲，頭上燈泡會發亮。               |
| 楊少文                       | 小烏龜   | 李勇/陳國偉 | 巴紅英的隨從。 |
| 謝屏楠                       | 鐵鷗     | 石班瑜      | 天魔族將軍之一。                                                                                                   |
| 張孝正                       | 符野     | 陳國偉      | 天魔族軍師，對巴龍星十分忠心，後期被天魔利用。                                                                     |
| 吳佳珊                       | 尤婆     | 李映淑      | 強盜窩的大家長，扶養鍾豪長大成人。                                                                                 |
| 丁華寵                       | 大榔頭   | 李勇        | 鍾豪強盜窩成員之一。                                                                                               |
| 李波                         | 鬥雞眼   | 胡立成      | 鍾豪強盜窩成員之一。                                                                                               |
| 朱世奎                       | 狗鼻子   | 沈光平      | 鍾豪強盜窩成員之一。                                                                                               |
| 牛新民                       | 大牛     | 陳國偉      | 鍾豪強盜窩成員之一。                                                                                               |
| ？                           | 天魔     | 胡立成      | 天魔族首領。 |

## 工作人員
- 製作人：郭建宏、郭宏亮、張朝晟
- 執行製作：施臣誠
- 編劇：陳家昱
- 編審：蔣子安
- 戲劇指導：何東興
- 動作指導：胡志龍、張孝正
- 武術指導：龔萬興
- 特效：江龍
- 神獸嘟嘟（嗶啵）催生者:田中東尼[5]

## 評價
《浴火鳳凰》延續之前另一齣高收視率的中視八點檔連續劇《靈山神箭》的神怪武俠風格，卻以極富原創性和想像力的劇情和特效自成一格，帶領觀眾進入那神秘又詭譎趣味的異想世界，風靡台灣五、六級生（1960年代至1970年代出生者）及七年級前段生（1980年代初出生者），留給觀眾非常深刻的印象與美好的回憶，因而被視為經典戲劇之中的經典。本劇當時花重金所使用的特效和造型，如神女變成火鳳凰、神魔獸等，皆為台灣電視史上的重大突破，而《靈山神箭》、《浴火鳳凰》皆由中視當家花旦潘迎紫所主演，發揮自《神鵰俠侶》、《一代女皇》等膾炙人口的經典連續劇以來精湛的演技與票房靈藥的威力，造就了台灣電視史上近十年的輝煌燦爛，成為那個年代戲劇的代表性人物。
2014年12月24日，《DailyView 網路溫度計》評選七年級生最懷念八點檔連續劇，第一名是《浴火鳳凰》。
2018年7月，網友翻出《浴火鳳凰》涉嫌獵豔的劇情：阿鴻以「難道妳都不為火鳥族的下一代想一想嗎」希望梅吟霜和他繁衍下一代，梅吟霜問「我不會火鳥功，要怎麼繁衍火鳥族的下一代呢」，阿鴻答「繁衍下一代，不必用火鳥功」，梅吟霜稱自己沒有學過「繁衍火鳥族的功夫」，阿鴻慢慢牽起梅吟霜的手、深情回答「這……妳自然就會懂的」。《浴火鳳凰》編劇陳玥羽（陳家昱改名）透露，她可能是因為射手座大膽、調皮的關係才會寫出這樣的劇本，「我還覺得是我當編劇寫的邊緣有色對白中最含蓄的」；當時只有劇組看得懂這段黃色笑話，演員都會笑場、甚至下戲後還拿來和她開玩笑，她現在回顧後感嘆「真是悶騷的對白」。陳玥羽表示，她很感謝劇組尊重她的劇本、不讓演員隨便更改她寫的台詞，「這部劇老被大家提及和懷念，其實團隊是最成功的：這樣前衛大膽的劇，如果沒有好的製作人、導演和演員，就無法完整呈現劇本」。
2019年10月25日，中視綜藝節目《飢餓遊戲》主持群與來賓群表示，「當年嘟嘟真的很紅，小朋友的偶像都是他，根本就是古代版的哆啦A夢」。

## 外部連結
- 中視《浴火鳳凰》官方網站[]
- Youtube影片－浴火鳳凰片頭 （页面存档备份，存于）
- Youtube影片－浴火鳳凰片尾 （页面存档备份，存于）
- Youtube影片－浴火鳳凰第一集 1/5
- Youtube影片－靈山神箭片頭 （页面存档备份，存于）